# Chaunangium crater
Chaunangium crater är en svampdjursart som beskrevs av Schulze 1904. Chaunangium crater ingår i släktet Chaunangium och familjen Euplectellidae.
Artens utbredningsområde är havet utanför Indien. Inga underarter finns listade i Catalogue of Life.